# Aeschynanthus fruticosus
Aeschynanthus fruticosus är en tvåhjärtbladig växtart som beskrevs av Ridley. Aeschynanthus fruticosus ingår i släktet Aeschynanthus och familjen Gesneriaceae. Inga underarter finns listade i Catalogue of Life.